# Marcellaz
Ne doit pas être confondu avec Marcellaz-Albanais.
Marcellaz, parfois sous la forme Marcellaz-en-Faucigny, se prononce Marcella, est une commune française située dans le département de la Haute-Savoie, en région Auvergne-Rhône-Alpes. Elle fait partie de l'agglomération du Grand Genève.

## Géographie
Située en Haute-Savoie, dans le canton de Bonneville, la commune de Marcellaz est à 648 m d'altitude.
Marcellaz est situé à 25 minutes de Genève, 15 minutes de La Roche-sur-foron et à 40 minutes d’Annecy.

## Urbanisme

### Typologie
Au 1er janvier 2024, Marcellaz est catégorisée ceinture urbaine, selon la nouvelle grille communale de densité à sept niveaux définie par l'Insee en 2022.
Elle appartient à l'unité urbaine de Genève (SUI)-Annemasse (partie française), une agglomération internationale regroupant 34  communes, dont elle est une commune de la banlieue,,. Par ailleurs la commune fait partie de l'aire d'attraction de Genève - Annemasse (partie française), dont elle est une commune de la couronne,. Cette aire, qui regroupe 158 communes, est catégorisée dans les aires de 700 000 habitants ou plus (hors Paris),.

### Occupation des sols
L'occupation des sols de la commune, telle qu'elle ressort de la base de données européenne d’occupation biophysique des sols Corine Land Cover (CLC), est marquée par l'importance des territoires agricoles (64,3 % en 2018), une proportion sensiblement équivalente à celle de 1990 (63,5 %). La répartition détaillée en 2018 est la suivante : 
prairies (61,2 %), forêts (20,2 %), zones urbanisées (15,5 %), terres arables (3 %).
L'IGN met par ailleurs à disposition un outil en ligne permettant de comparer l’évolution dans le temps de l’occupation des sols de la commune (ou de territoires à des échelles différentes). Plusieurs époques sont accessibles sous forme de cartes ou photos aériennes : la carte de Cassini (XVIIIe siècle), la carte d'état-major (1820-1866) et la période actuelle (1950 à aujourd'hui).

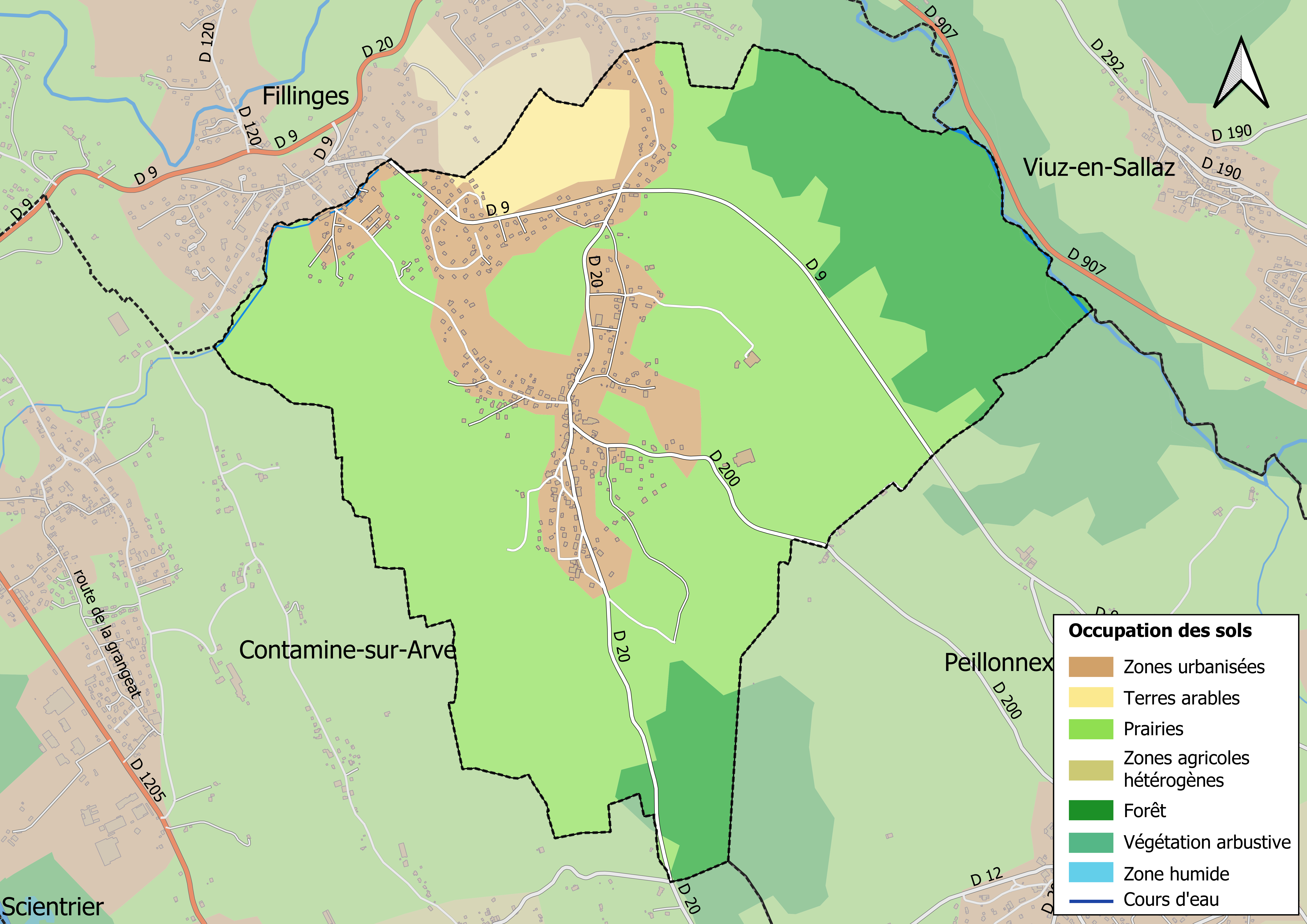
Carte des infrastructures et de l'occupation des sols en 2018 (CLC) de la commune.
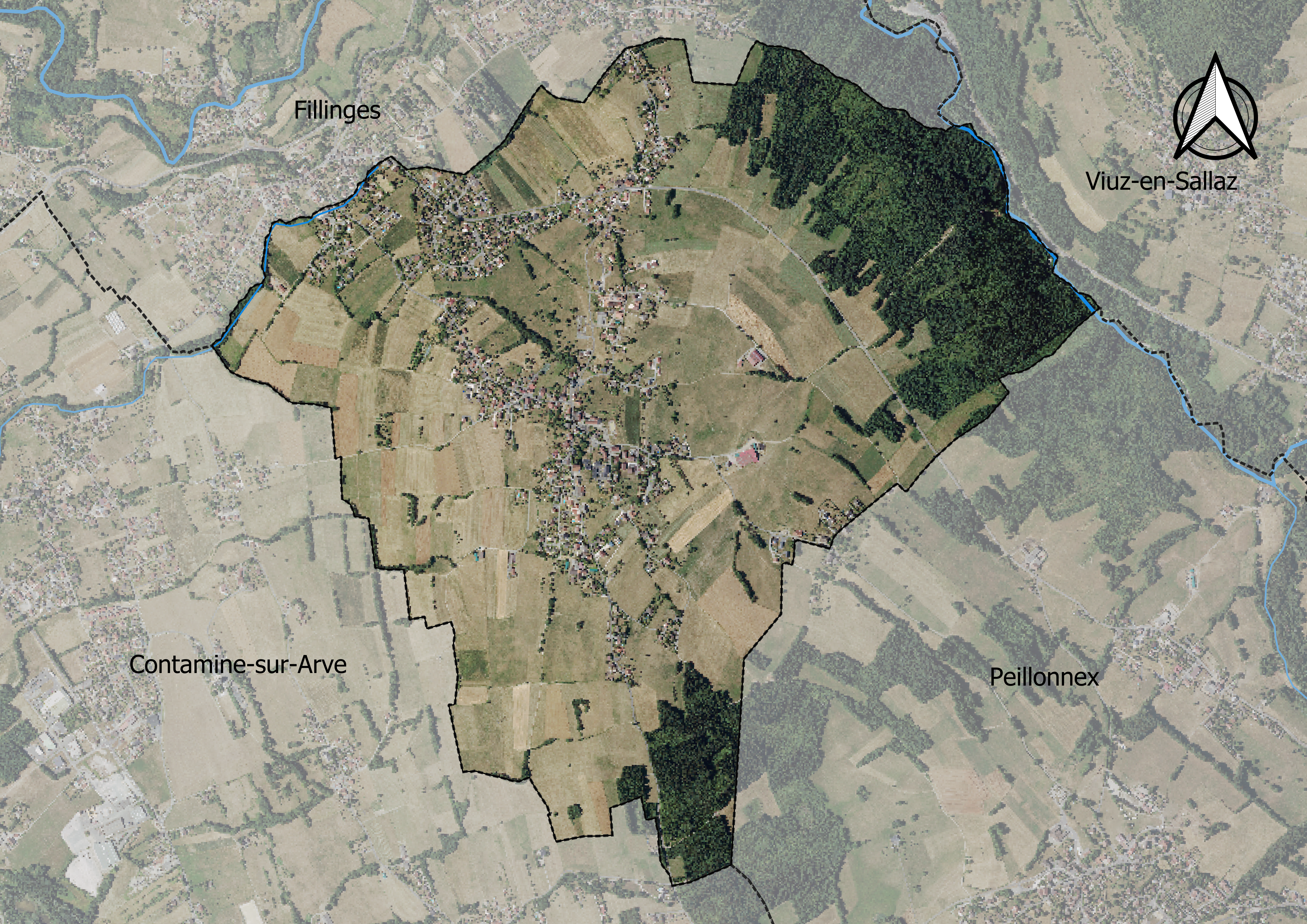
Carte orthophotogrammétrique de la commune.

## Toponymie
La commune est officiellement désignée par Marcellaz, mais localement on trouve également la forme Marcellaz-en-Faucigny, puisque située dans la province historique du Faucigny, et afin de ne pas la confondre avec Marcellaz-Albanais,.
Le toponyme Marcellaz dérive très probablement d'une ancienne villa gallo-romaine *villa Marsolatis, avec le suffixe d'appartenance -atis, provenant d'un anthroponyme Marsolas.
On trouve la mention dans des documents de Marsolatis ou MARSO ATIS vers 1012-1019, notamment dans une donation au prieuré de Peillonnex par le comte Robert de Genève. La graphie évolue au cours des XIIIe siècle et XIVe siècles en Marsolaz (1275, 1344), Marsallaz (1300), Marcela (1339) et Marcelaz,. On trouve également la forme Marsella au XVe siècle.
En francoprovençal, le nom de la commune s'écrit Marslâ (graphie de Conflans) ou Marcèlâz (ORB).

## Histoire
La mention du village est faite en 1012 dans une donation par le comte de Genève au prieuré voisin de Peillonnex.
Un Guillaume de Marsellaz est mentionné comme témoin dans un acte de 1300 (Régeste genevois, n°1, 469).
Entre 1780 et 1837, Marcellz fait partie de la province de Carouge, division administrative des États de Savoie.

## Politique et administration1947 a 2025
| Période                                  | Période | Identité          | Étiquette | Qualité |
| ---------------------------------------- | ------- | ----------------- | --------- | ------- |
| 1947                                     | 1977    | François Montfort | ...       | ...     |
| 1977                                     | 2004    | Jean Riblet       | ...       | ...     |
| mars 2008                                | 2020    | Bernard Chapuis   | ...       | ...     |
| 2020                                     | 2023    | Luc Patois        | ...       | ...     |
| Les données manquantes sont à compléter. |         |                   |           |         |

## Démographie
Ses habitants sont les Marcellanais.
L'évolution du nombre d'habitants est connue à travers les recensements de la population effectués dans la commune depuis 1793. Pour les communes de moins de 10 000 habitants, une enquête de recensement portant sur toute la population est réalisée tous les cinq ans, les populations de référence des années intermédiaires étant quant à elles estimées par interpolation ou extrapolation. Pour la commune, le premier recensement exhaustif entrant dans le cadre du nouveau dispositif a été réalisé en 2008.

En 2022, la commune comptait 1 072 habitants, en évolution de +7,96 % par rapport à 2016 (Haute-Savoie : +6,01 %, France hors Mayotte : +2,11 %).
| 1793 | 1800 | 1806 | 1822 | 1838 | 1848 | 1858 | 1861 | 1866 |
| ---- | ---- | ---- | ---- | ---- | ---- | ---- | ---- | ---- |
| 211  | 279  | 283  | 377  | 467  | 460  | 438  | 432  | 418  |

| 1872 | 1876 | 1881 | 1886 | 1891 | 1896 | 1901 | 1906 | 1911 |
| ---- | ---- | ---- | ---- | ---- | ---- | ---- | ---- | ---- |
| 398  | 407  | 407  | 404  | 409  | 385  | 390  | 375  | 370  |

| 1921 | 1926 | 1931 | 1936 | 1946 | 1954 | 1962 | 1968 | 1975 |
| ---- | ---- | ---- | ---- | ---- | ---- | ---- | ---- | ---- |
| 319  | 339  | 333  | 279  | 268  | 275  | 269  | 251  | 304  |

| 1982 | 1990 | 1999 | 2006 | 2008 | 2013 | 2018  | 2022  | - |
| ---- | ---- | ---- | ---- | ---- | ---- | ----- | ----- | - |
| 434  | 518  | 695  | 745  | 759  | 909  | 1 044 | 1 072 | - |

## Économie
Depuis quelques années, Marcellaz accueil de nouveaux commerces tels qu’un coiffeur, une agence immobilière ou encore un magasin de produits fermiers.

## Culture locale et patrimoine

### Lieux et monuments

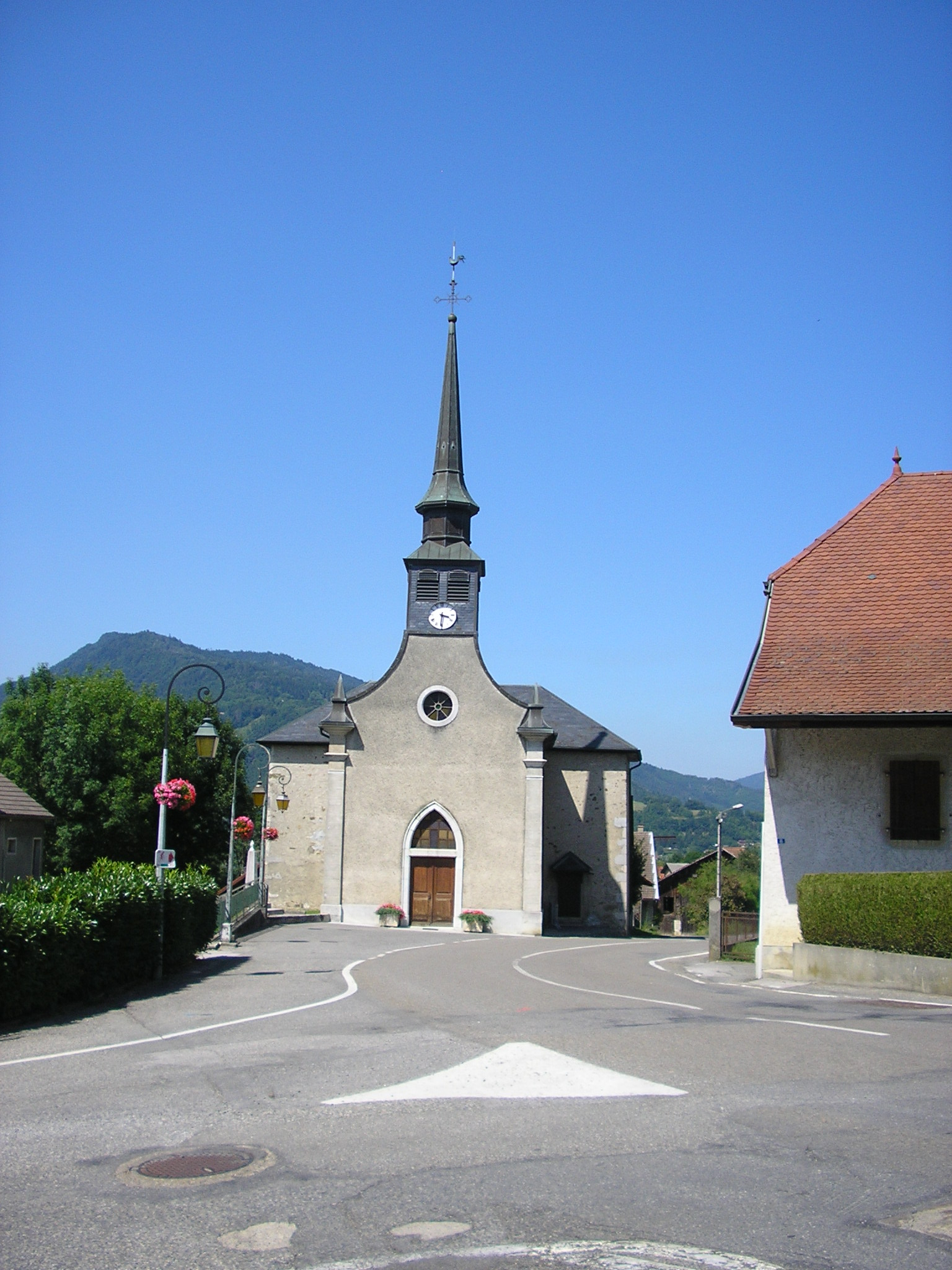
Église Saint-Maurice.

- Église Saint-Maurice (XIXe siècle).

### Héraldique
| Armes de Marcellaz | Les armes de Marcellaz se blasonnent ainsi : Palé d'or et de gueules, à la croix tréflée de sinople brochant sur le tout, au chef du même. Les armes sont une création de Paul Guichonnet, en 1986. Elles associent le palé de la province du Faucigny « à la croix tréflée qui est de saint Maurice d'Agaune, le patron de la paroisse ainsi que celui de la Savoie ». |